# 電車ごっこ
電車ごっこ（でんしゃごっこ）は、 鉄道の営業運転を模したごっこ遊びの一種で、子供の遊び。または移動方法の一つ。広義では電車に関連する遊び全体を指す。ただし、電車ではなく汽車や気動車を模す場合もある。
2人以上の人が縦一列に並び、鉄道車両に見立てられた輪となった物に入る。その状態のまま歩行スピードを合わせ、任意の拠点を移動することで鉄道を表現する。旅客輸送を表現することが多く、貨物を表現することはまれである。
その起源は定かではないが、1917年（大正6年）の絵本にはすでに電車ごっこの描写がある。

## 遊び方
公園などで専らごっこ遊びとして興ずるほか、ある目的地に行くときその移動方法として採用することもある。
じゃんけんなどで役割を決め、輪を作って運行を開始する。
スピードはもっとも遅い者に合わせられるが、時折無理なスピードを出し、その恐怖感で気分を高揚させることもある。
途中参加希望者が現れた際、輪の中に余裕があるときは輪の中に入れて「乗車」させることができる。また宣言すれば輪から出て抜けで「下車」することもできる。
必要に応じて途中で役割を交代することがある。
あらかじめ定めておいた目的地で完了する場合と、飽きて終わる場合がある。
自転車を使用する「リアル電車ごっこ」もある。

### 役割
運転士：先頭に立つ子供に割り当てられる。進行方向や速度制御の決定権を強く持つ。このごっこ遊びの主役。警笛を兼ねるときもある。
車掌：一番後ろにおり、後方より安全を確保する。また乗車券の販売を行うこともある。
客：残りの人に割り当てられる。一列に並ぶことで車体の形状を保つ役割を負う。
走行音を「ガタンガタン」とボイスパーカッションにより再現することが多いが、担当は気がついた者もしくは運転士である。
駅員や司令員・保線作業員などが存在することは少ない。

### 役割構成・順序
左側が進行方向として以下のような構成となる。

←[運転士]-[車掌]

←[運転士]-[客]

←[運転士]-[客]-…-[客]-[車掌]

←[運転士]-[客]-…-[客]

最大人数は車体に見立てられる物の大きさに依存する。

### 用意する道具
- 輪となる物
車体に見立てられる輪状の物。
  - ひも状の物
縄跳びや梱包資材のひもなどが利用される。収容人数や柔軟性・持ちやすさの面で有利である。両端を結ぶ事か運転士が両端を手に持つことで輪状にする。
  - 段ボール
箱の上部と下部が開いた物。あらかじめ電車の絵を描いてより電車に近づける工夫を施すことがある。
- その他
  - 乗車券
あらかじめ作っておく場合と、たまたま所持していた紙へその都度記入する場合がある。また植物の葉や小石を利用する事もある。乗車券は無料で渡される事が多い。
  - 方向幕・ヘッドマークなど
本格的な電車ごっこを行うとき、ひもを装飾する為に予め作っておくことがある。

使用する道具には市販品もあり、電車が描かれた段ボールや、乗車券、ハサミ、笛、簡易な車掌鞄などがセットされた玩具などが市販されている。最近では、車内で実際に流れる放送や実際の車両の運行音を発することができる玩具も登場しており、臨場感あふれる電車ごっこが可能となっている。

### 駅
停車駅は予定している目的地だが、進行中思いつきで停車し、その場で作られることもある。現実的には乗車・下車共に駅によらず宣言すればどこでも可能である。

## 教育の場で
- 電車ごっこが幼年教育研究に登場した1960年代後半には、マルクス主義的な「労働的体験」が重視されたが、やがてその「労働的体験」は「あそび」という語に置き換わっていった[4]。

- 電車ごっこにおける役割分担によって、子供たちは自分の行為が他者に影響を及ぼし、他者の行為によって自分が影響を受けるという感覚を学ぶことができる。仮に、役割分担がうまくいかなかったとしても、その原因を子供たちに考えさせることによって問題解決能力をはぐくむことができる[5]。

- 算数教育において、「面積」という概念を児童によりよく理解してもらうために行われることがある[6]。

## 漫画における特殊な電車ごっこ
- ドラえもんのひみつ道具に、この要領で用いる「リニアモーターカーごっこ」がある。大長編『ドラえもん のび太の日本誕生』で用いられた。
- 『星のカービィ デデデでプププなものがたり』第13巻第5話「機関車カービィでGO!?」において寝台車ごっこが登場した。

## 音楽
電車ごっこを描写した歌として、文部省唱歌『電車ごっこ』がある。この曲は1932年（昭和7年）に『新訂尋常小学唱歌』第一学年用に掲載された。運転手と車掌が客4名を乗せて電車ごっこをする様子を描いたもので、2番の歌詞には上野という東京の地名が登場する。これについて当時の指導者向け手引書には、上野は電車の走る地として普通名詞化している、と解説されていたが、後に歌詞を変えたものが国民学校音楽教科書『ウタノホン 上』第一学年用に掲載された。
- 電車ごっこ（『新訂尋常小学唱歌第一学年用』）

井上赳作詞、信時潔作曲
- デンシャゴッコ（『ウタノホン上』）

井上赳作詞、下総皖一作曲
- 電車ごっこ（Pinkishのアルバム『PS.童謡のふるさとから』収録、下総皖一作曲「デンシャゴッコ」とダンス・ミュージックのマッシュアップ）

井上赳・Pinkish作詞、下総皖一・朝井泰生作曲
また宮城道雄の箏曲『三つの遊び』には「汽車ごっこ」という曲があり、擬音を交えて遊びの情景が描写されている。

## 人形
- スルッとKANSAIトコトコ電車ごっこシリーズ